# Barbus fasciolatus
Barbus fasciolatus es una especie de peces de la familia de los Cyprinidae en el orden de los Cypriniformes.

## Morfología
Los machos pueden llegar alcanzar los 6 cm de longitud total.

## Hábitat
Es un pez de agua dulce.

## Distribución geográfica
Se encuentra en el lago Kariba y los ríos Zambezi y  Okavango (África Austral ). 